# Arrigas
 Arrigas  es una población y comuna francesa, en la región de Languedoc-Rosellón, departamento de Gard, en el distrito de Le Vigan y cantón de Alzon.

## Demografía
| 281 | 234 | 199 | 187 | 175 | 194 |
| Para los censos de 1962 a 1999 la población legal corresponde a la población sin duplicidades (Fuente: INSEE [Consultar]) |     |     |     |     |     |